# (3039) Янгель
(3039) Янгель (лат. Yangel) — типичный астероид главного пояса, открыт 26 сентября 1978 года советским астрономом Людмилой Журавлёвой в Крымской астрофизической обсерватории и 26 марта 1986 года назван в честь советского конструктора ракетно-космических комплексов Михаила Янгеля.

## Обнаружение и именование
(3039) Янгель
Открыт 26 сентября 1978 года в Научном Л. В. Журавлёвой.
Назван в память о советском конструкторе ракетно-космических систем Михаиле Кузьмиче Янгеле (1911—1971).
Оригинальный текст (англ.)3039 Yangel
Discovered 1978-09-26 by Zhuravleva, L. at Nauchnyj.
Named in memory of Mikhail Kuz'mich Yangel' (1911—1971), Soviet designer of space-rocket systems.
Источники: DISCOVERY.DB; M.P.C. 10547.

## Орбита

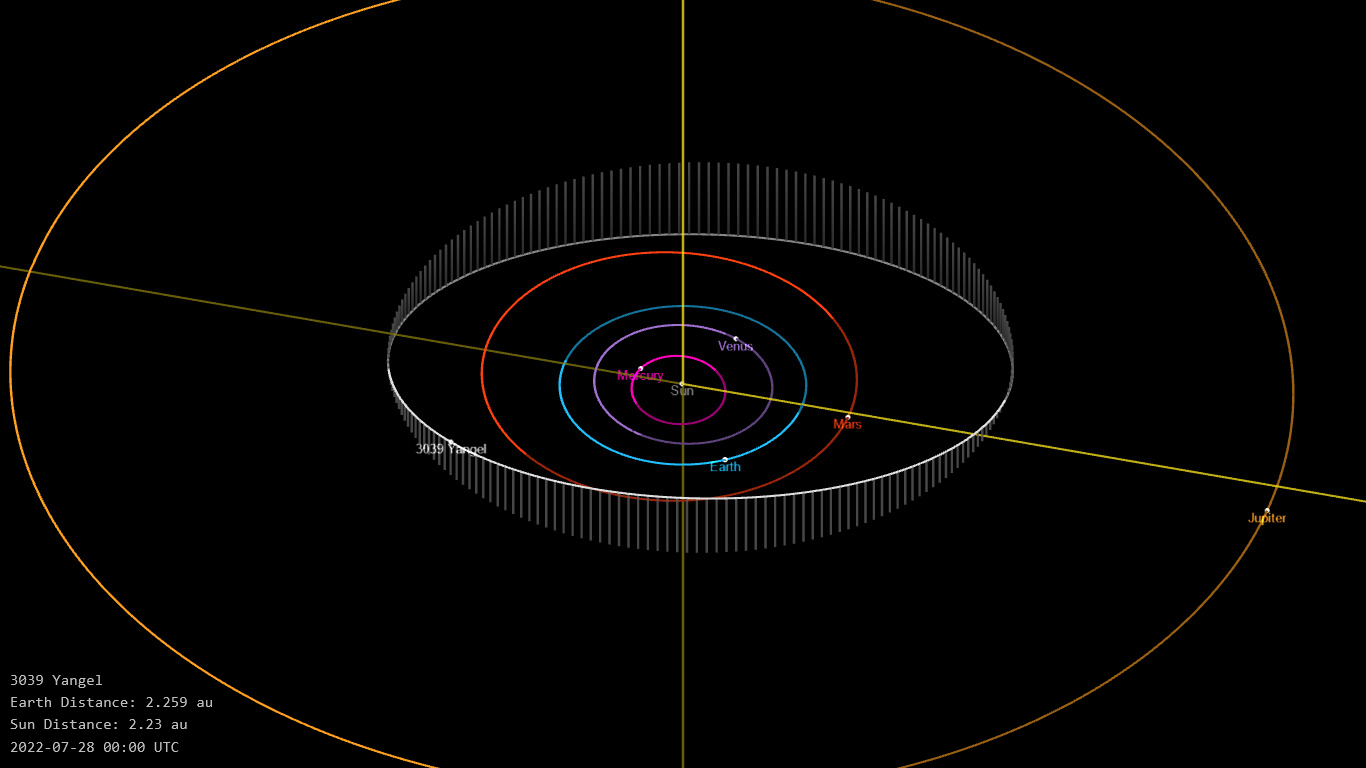
Орбита астероида Янгель и его положение в Солнечной системе

## Физические характеристики
Из наблюдений системы телескопов панорамного обзора и быстрого реагирования Pan-STARRS следует, что астероид относится к таксономическому классу L.
По результатам наблюдений в видимом и ближнем инфракрасном диапазоне космического телескопа NEOWISE и наблюдений в инфракрасном диапазоне спутника Akari диаметр астероида сначала оценивался равным 9,804±0,085 км, позже — 11,53±0,42 км, 10,49±0,12 км, 10,48±2,42 км и 9,423±0,060 км. Согласно тем же источникам альбедо оценивается как 0,1845±0,0436, 0,135±0,011, 0,193±0,036, 0,21±0,08 и 0,201±0,019.